# Cecilie Lind
Cecilie Lind (født 6. september 1991 Haderslev, senere opvokset i Velling ved Ringkøbing) er dansk forfatter. Hun debuterede med digte i Hvedekorn i 2008 og i bogform med Ulven åd min eyeliner i 2010. I september 2020 udkommer Mitt barn  i svensk oversættelse.
Hun tog afgang fra Forfatterskolen i København i 2013. I 2018 fik hun Statens Kunstfonds treårige arbejdslegat. Den 29. november 2020 tildeles hun Modersmål-Prisen fra Modersmål-Selskabet og i 2023 var hun blandt de nye optagne i Kraks Blå Bog.